# Natallia Helakh
Natallia Helakh (Belarusian: Наталля Гелах; en ruso: Наталья Гелах: Наталья Гелах, Nataliya Gelakh; nacida el 30 de mayo de 1978) es una remera bielorrusa que compitió en el 2000, 2004 y 2008 en los Juegos Olímpicos. Su compañera fue Yuliya Bichyk, con la que ganó una medalla de bronce en 2004 y 2008. También fue cuarta en la especialidad del ocho en 2000. Entre 2000 y 2011, Helakh y Bichyk también ganaron nueve medallas en campeonatos europeos y mundiales.